# HMS Exmoor (L61)
Pour les autres navires du même nom, voir HMS Exmoor.
Le HMS Exmoor est un destroyer de classe Hunt de type I de la Royal Navy, qui participa aux opérations navales contre la Kriegsmarine (marine Allemande) pendant la seconde Guerre mondiale.

## Construction
Le Exmoor est commandé le 21 mars 1939  dans le cadre de programmation de 1939 pour le chantier naval de Vickers-Armstrongs à Tyne and Wear en Angleterre. La pose de la quille est effectuée le 8 juin 1939, le Exmoor est lancé le 25 janvier 1940 et mis en service le 18 octobre 1940.
Le Exmoor fait partie du premier lot de dix destroyers de classe Hunt. Ils doivent résoudre une pénurie de destroyers, notamment pour les tâches d’escorte. Ils doivent combiner le lourd armement anti-aérien des sloops de la classe Bittern avec une vitesse de 29 noeuds pour une liaison plus rapide avec la flotte.
Un test d'inclinaison lors de l'aménagement du navire montré une erreur de conception qui rend le navire dangereusement instable. Pour rétablir la stabilité à des niveaux acceptables, un canon de marine de 4 pouces QF Mk XVI est retiré, la superstructure et l'entonnoir du navire sont coupés et un ballast supplémentaire est installé. Une fois modifié, le Exmoor est mis en service le 18 octobre 1940.

## Histoire

### Seconde Guerre mondiale
Le HMS Exmoor arrive dans la Home Fleet dans le Scapa Flow en novembre 1940, au sein de la 16e flottille de destroyers. Le 6 novembre, il est détaché en compagnie du Pytchley pour escorter le navire marchand SS Adda aux îles Féroé. Il revient le 11 et reprend les patrouilles. En décembre, il accompagne les croiseurs auxiliaires Chitral et Salopian lors de leur formation pour des patrouilles. L’Exmoor va ensuite jusqu'à Plymouth.
En janvier 1941, Exmoor fait partie de l'escorte du cuirassé Queen Elizabeth alors qu'il navigue de Portsmouth à Rosyth. L’Exmoor va ensuite vers Harwich pour commencer à escorter des convois côtiers à travers la mer du Nord avec la 16e flottille de destroyers.
Le 23 février, il est déployé avec le Shearwater pour escorter un convoi de l'estuaire de la Tamise à Methil. Le convoi est attaqué par des Schnellboote lors de son passage à Lowestoft le 25 février. L’Exmoor subit une explosion à l'arrière, subit d'importants dommages structurels et perd une conduite d'alimentation en carburant. Un incendie apparaît et s'étend rapidement. L’Exmoor chavire et coule en dix minutes à la position géographique de 52° 32′ N, 2° 05′ E. Les survivants sont recueillis par le Shearwater et le chalutier Commander Evans, puis emmenés à Great Yarmouth. L’Exmoor avait été touché par une torpille tirée par le Schnellboot S30 commandé par Klaus Feldt, comme le prétendent les Allemands, ou avait heurté une mine comme le prétend la Royal Navy. 4 officiers, dont son commandant et 100 hommes ont été perdus avec le navire.

### Après guerre
L'épave est désignée comme lieu protégé en vertu du Protection of Military Remains Act en 1986. Au cours d'une étude de biologie marine menée de 2008 à 2011 sur la région dans laquelle l'épave se trouve, le RV Cefas Endeavour découvre l'épave, ainsi que plusieurs aéronefs de la Seconde Guerre mondiale, ainsi que des bifaces, des nucléus et des éclats datant du Paléolithique.
Un destroyer de classe Hunt de type II, construit sous le nom de HMS Burton, est renommé et lancé sous le nom d'Exmoor.

### Honneurs de bataille
- Mer du Nord 1941